# Dobříš
Dobříš (Tjekkisk udtale: [ˈdobr̝iːʃ]; tysk: Doberschisch) er en by i Příbram-distriktet i i den tjekkiske region Centralbøhmen i Tjekkiet. Den har omkring 8.800 indbyggere. Den er kendt for Dobříš-slottet. Landsbyen Trnová er en administrativ del af Dobříš.

## Geografi
Dobříš ligger ca. 15 km nordøst for Příbram og 31 km sydvest for Prag. Det meste af kommunens område ligger i Brdy højlandet, men selve byen ligger helt i Benešov højlandet. Det højeste punkt er bakken Studený vrch på 660 meter over havets overflade.
I byen er der en række damme, som får vand fra af Sychrovský-bækken og dens tilløb Trnovský-bækken. Huťský Pond er kendt som det første sted, hvor bisamrotter, bragt fra Nordamerika, blev sat ud på det europæiske fastland.

## Historie
Den første skriftlige omtale af Dobříš er fra 1252, da kong Wenceslaus 1. af Bøhmen underskrev en traktat med cistercienserklosteret i Plasy. Kong Johan af Bøhmen, der midlertidigt var i den adelige Rosenberg-families besiddelse, lod opføre et jagtslot i Dobříš. Det blev ødelagt under hussitterkrigene i 1421.
Efter at Kongeriget Bøhmen var overgået til Habsburg-monarkiet, fik Dobříš markeds-rettigheder af kong Ferdinand 1. i 1543, bekræftet af hans søn og efterfølger kejser Maximilian 2. i 1569. Dobříš-godset blev opkøbt af det tyske Huset Mansfeld i 1630. Efter at det lokale slot og en stor del af byen blev ødelagt af en brand i 1720, lod familien slottet genopbygge til et slot i rokokostil. Godset blev arvet af det østrigske Colloredo-Mansfeld-dynasti i 1780.

### Slottet
Dobříš-slottet er det mest betydningsfulde monument i byen. Dets nuværende udseende stammer fra slutningen af 1700-tallet, hvor det oprindelige barokslot blev ombygget. I dag ejes det igen af den adelige familie Colloredo-Mansfeld og er kendt som et fint eksempel på rokokoarkitektur og for sine haver, herunder en fransk formel have (en af de mest populære i landet) og en engelsk landskabshave.